# Соконд
Соконд (рум. Socond) — село у повіті Сату-Маре в Румунії. Адміністративний центр комуни Соконд.
Село розташоване на відстані 423 км на північний захід від Бухареста, 26 км на південь від Сату-Маре, 100 км на північний захід від Клуж-Напоки.

## Населення
За даними перепису населення 2002 року у селі проживали 458 осіб.
Національний склад населення села:
| Національність | Кількість осіб | Відсоток |
| -------------- | -------------- | -------- |
| румуни         | 341            | 74,5%    |
| угорці         | 85             | 18,6%    |
| німці          | 30             | 6,6%     |

Рідною мовою назвали:
| Мова      | Кількість осіб | Відсоток |
| --------- | -------------- | -------- |
| румунська | 342            | 74,7%    |
| угорська  | 85             | 18,6%    |
| німецька  | 30             | 6,6%     |